# 杨载
杨载（1271年—1323年），字仲弘，浦城（今福建南平市浦城县）人，元朝進士、诗人。与虞集、揭傒斯、范梈并称“元诗四大家”。

## 生平
先祖杨建为浦城人。父起杨潜是南宋诸生，宋末徙家钱塘。生于元世祖至元八年（1271年），早年寓居杭州，博涉群书，赵孟頫極推崇之。四十歲時以布衣身份召为国史院编修官。仁宗延祐二年（1315年）进士，授承务郎。官至宁国路总管府推官。英宗至治三年（1323年）卒，年五十三岁。著有《诗法家数》、《武宗实录》、《杨仲宏集》、《唐音选》等。有子杨遵。

## 延伸阅读
[在维基数据编辑]
 《元史·卷190》，出自宋濂《元史》
 《新元史/卷237》，出自柯劭忞《新元史》